# Parc des Courtinals
Parc des Courtinals ist eine dolomitische Felsenlandschaft im Talkessel Cirque de Mourèze in der Gemeinde Mourèze im Süden Frankreichs, 55 Kilometer westlich von Montpellier.
Das dortige Freilichtmuseum wurde 1989 gegründet und basiert auf Ausgrabungen der französischen Landesstelle für Archäologie unter Leitung von Professor Dominique Garcia, CNRS / Universität der Provence Aix-Marseille I. Die Besiedlung der burgähnlichen Anlage wurde seit der mittleren Steinzeit bis zum Ende der Eisenzeit (350 v. Chr.) attestiert. Mehrere gallische Wohnstätten wurden wiederaufgebaut. Das Museum ist von April bis Oktober jeden Jahres geöffnet und wird von Michelin mit zwei Sternen bewertet.

## Weblink
- Le Cirque de Mourèze (dt., franz., engl.)

Koordinaten: 43° 37′ 8,5″ N, 3° 21′ 24,3″ O